# Contre-la-montre par équipes de cyclisme sur route aux Jeux olympiques d'été de 1972
Navigation
Mexico 1968 Montréal 1976
Le 100 km contre-la-montre par équipes de cyclisme sur route, épreuve de cyclisme des Jeux olympiques d'été de 1972, a lieu le 29 août 1972.
Ce contre-la-montre est disputé sur une section de 25 km de l'autoroute reliant Munich à Lindau .
La course est remportée par l'équipe d'Union soviétique, composée de Boris Choukhov, Valeri Iardy, Guennadi Komnatov et Valeri Likhatchev, qui parcourent les 100 km en 2 h 11 min 17 s 8. Ils devancent les Polonais Lucjan Lis, Edward Barcik, Stanisław Szozda et Ryszard Szurkowski. Médaillés de bronze à l'issue de la course, les Néerlandais sont ensuite disqualifiés car Aad van den Hoek est contrôlé positif à la coramine. L'équipe belge, quatrième, ne reçoit pas la médaille car elle n'a pas subi de contrôle antidopage. La médaille de bronze n'est donc pas attribuée.

## Résultats
| Rang                               | Cyclistes                                                                             | Pays                 | Temps             |
| ---------------------------------- | ------------------------------------------------------------------------------------- | -------------------- | ----------------- |
| Médaille d'or, Jeux olympiques     | Boris Choukhov Valeri Iardy Guennadi Komnatov Valeri Likhatchev                       | Union soviétique     | 2 h 11 min 17 s 8 |
| Médaille d'argent, Jeux olympiques | Lucjan Lis Edward Barcik Stanisław Szozda Ryszard Szurkowski                          | Pologne              | 2 h 11 min 47 s 5 |
| Disqualifiés                       | Fedor den Hertog Hennie Kuiper Cees Priem Aad van den Hoek                            | Pays-Bas             | 2 h 12 min 27 s 1 |
| 4                                  | Ludo Delcroix Gustaaf Hermans Gustaaf Van Cauter Louis Verreydt                       | Belgique             | 2 h 12 min 36 s 7 |
| 5                                  | Thorleif Andresen Arve Haugen Knut Knudsen Magne Orre                                 | Norvège              | 2 h 13 min 20 s 7 |
| 6                                  | Lennart Fagerlund Tord Filipsson Leif Hansson Sven-Åke Nilsson                        | Suède                | 2 h 13 min 36 s 9 |
| 7                                  | Tibor Debreceni Imre Géra József Peterman András Takács                               | Hongrie              | 2 h 14 min 18 s 8 |
| 8                                  | Gilbert Bischoff Bruno Hubschmid Roland Schär Ueli Sutter                             | Suisse               | 2 h 14 min 33 s 6 |
| 9                                  | Osvaldo Castellan Pasqualino Moretti Francesco Moser Giovanni Tonoli                  | Italie               | 2 h 14 min 36 s 2 |
| 10                                 | Sigi Denk Roman Humenberger Rudolf Mitteregger Johann Summer                          | Autriche             | 2 h 14 min 48 s 5 |
| 11                                 | Jørgen Emil Hansen Junker Jørgensen Jørn Lund Jørgen Marcussen                        | Danemark             | 2 h 15 min 25 s 1 |
| 12                                 | Jaime Huélamo Carlos Melero José Teña José Viejo                                      | Espagne              | 2 h 15 min 37 s 7 |
| 13                                 | Miloš Hrazdíra Jiří Mainuš Petr Matoušek Vlastimil Moravec                            | Tchécoslovaquie      | 2 h 16 min 15 s 4 |
| 14                                 | Phil Bayton John Clewarth Phil Edwards Dave Lloyd                                     | Grande-Bretagne      | 2 h 16 min 18 s 0 |
| 15                                 | Richard Ball John Howard Ron Skarin Wayne Stetina                                     | États-Unis           | 2 h 17 min 6 s 4  |
| 16                                 | Gregorio Aldo Arencibia Roberto Menéndez Pedro Rodríguez Raúl Marcelo Vázquez         | Cuba                 | 2 h 17 min 24 s 5 |
| 17                                 | Donald Allan Graeme Jose Clyde Sefton John Trevorrow                                  | Australie            | 2 h 18 min 0 s 4  |
| 18                                 | Henri-Paul Fin Claude Magni Jean-Claude Meunier Guy Sibille                           | France               | 2 h 18 min 19 s 3 |
| 19                                 | Kalevi Eskelinen Harry Hannus Mauno Uusivirta Ole Wackström                           | Finlande             | 2 h 18 min 25 s 2 |
| 20                                 | Johannes Knab Algis Oleknavicius Rainer Podlesch Erwin Tischler                       | Allemagne de l'Ouest | 2 h 18 min 27 s 8 |
| 21                                 | Cvitko Bilić Radoš Čubrić Jože Valenčič Janez Zakotnik                                | Yougoslavie          | 2 h 18 min 28 s 0 |
| 22                                 | Fabio Acevedo Fernando Cruz Henry Cuevas Miguel Samacá                                | Colombie             | 2 h 18 min 36 s 9 |
| 23                                 | Gilles Durand Brian Chewter Jack McCullough Tom Morris                                | Canada               | 2 h 19 min 39 s 2 |
| 24                                 | Mevlüt Bora Erol Küçükbakırcı Ali Hüryılmaz Seyit Kırmızı                             | Turquie              | 2 h 19 min 56 s 6 |
| 25                                 | Agustín Alcántara Antonio Hernández Francisco Huerta Francisco Vázquez                | Mexique              | 2 h 21 min 12 s 0 |
| 26                                 | Liam Horner Peter Doyle Kieron McQuaid Noel Taggart                                   | Irlande              | 2 h 21 min 37 s 8 |
| 27                                 | Jorge Jukich Lino Benech Alberto Rodríguez Walter Tardáguila                          | Uruguay              | 2 h 21 min 57 s 7 |
| 28                                 | Mehari Okubamicael Rissom Gebre Meskei Fisihasion Ghebreyesus Tekeste Woldu           | Éthiopie             | 2 h 28 min 39 s 3 |
| 29                                 | Patrick Gellineau Clive Saney Anthony Sellier Vernon Stauble                          | Trinité-et-Tobago    | 2 h 29 min 15 s 2 |
| 30                                 | Bernardo Arias Gilberto Chocce Fernando Cuenca Carlos Espinoza                        | Pérou                | 2 h 30 min 57 s 5 |
| 31                                 | Alfred Tonna Louis Bezzina Joseph Said John Magri                                     | Malte                | 2 h 31 min 40 s 1 |
| 32                                 | Khosro Haghgosha Mohamed Khodavand Gholam Hossein Koohi Behrouz Rahbar                | Iran                 | 2 h 34 min 30 s 7 |
| 33                                 | Jean Bernard Djambou Joseph Evouna Joseph Kono Nicolas Owona                          | Cameroun             | 2 h 40 min 10 s 3 |
| 34                                 | Sataporn Kantasa-Ard Pinit Koeykorpkeo Sivaporn Ratanapool Panya Singprayool-Dinmuong | Thaïlande            | 2 h 41 min 42 s 0 |
| 35                                 | Abdul Bahar-ud-Din Rahum Daud Ibrahim Saad Fadzil Omar Haji Saad                      | Malaisie             | 2 h 46 min 51 s 6 |

## Sources
- (en) Cet article est partiellement ou en totalité issu de l’article de Wikipédia en anglais intitulé « Cycling at the 1972 Summer Olympics – Men's team time trial » (voir la liste des auteurs).

1. ↑  The official report of the Organizing Committee for the Games of the XXth Olympiad - Munich 1972 - Volume I Organization (lire en ligne [PDF]), p. 108
2. ↑  The official report of the Organizing Committee for the Games of the XXth Olympiad - Munich 1972 - Volume III (lire en ligne [PDF]), p. 212